# Sanshin

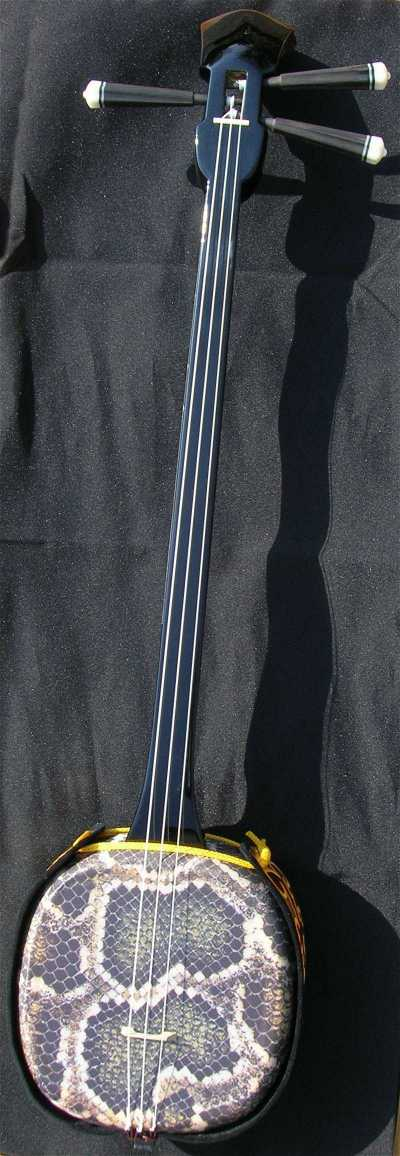
Sanshin

Sanshin (三線, literalmente: "três cordas") é um instrumento musical da província japonesa de Okinawa e precursor do shamisen. Frequentemente comparado ao banjo, consiste de um corpo feito de couro de cobra e de um braço com três cordas.
Sua grande parecença em aparência e nome com o sanxian chinês sugere origens chinesas, em função das fortes ligações do Reino de Ryukyu (que governava Okinawa antes dos japoneses) com a China. No século XVI, o sanshin chegou ao porto de Sakai, na Prefeitura de Osaka, no Japão. No Japão, o sanshin evoluiu para tornar-se o shamisen, um instrumento de maior porte.
No Japão, muitas pessoas referem-se ao sanshin como jabisen (蛇皮線, literalmente "cordas de couro de cobra") ou jamisen (蛇三線, "três cordas de cobra") em função de o revestimento do instrumento ser feito de couro de cobra. Tradicionalmente, ele era coberto com o couro das pítons-birmanesas (Python bivittatus), ainda que hoje use-se também a couro da píton-reticulada (Python reticulatus). Uma ponte de bambu levanta as cordas.
Os nomes okinawanos para as cordas são (da mais grossa à mais fina): uujiru (男絃, "corda masculina"), nakajiru (中絃, "corda do meio") e miijiru (女絃, "corda feminina"). As cordas são brancas, exceto em Amami, onde são amarelas.
Tradicionalmente, os instrumentistas usam um plectro feito de materiais como os chifres do búfalo-asiático (Bubalus bubalis), no dedo indicador. Atualmente, alguns instrumentistas usam palhetas na unha do indicador. Em Amami, plectros longos e estreitos de bambu também são usados, com cordas amarelas e mais finas, permitindo tons mais agudos que os sanshin de Okinawa. Em Amami, os sanshin são chamados shamisen (三味線).
Nos anos que se seguiram à Segunda Guerra Mundial, os okinawanos faziam sanshin a partir de latas vazias, conhecidas como kankara sanshin.

## Afinação

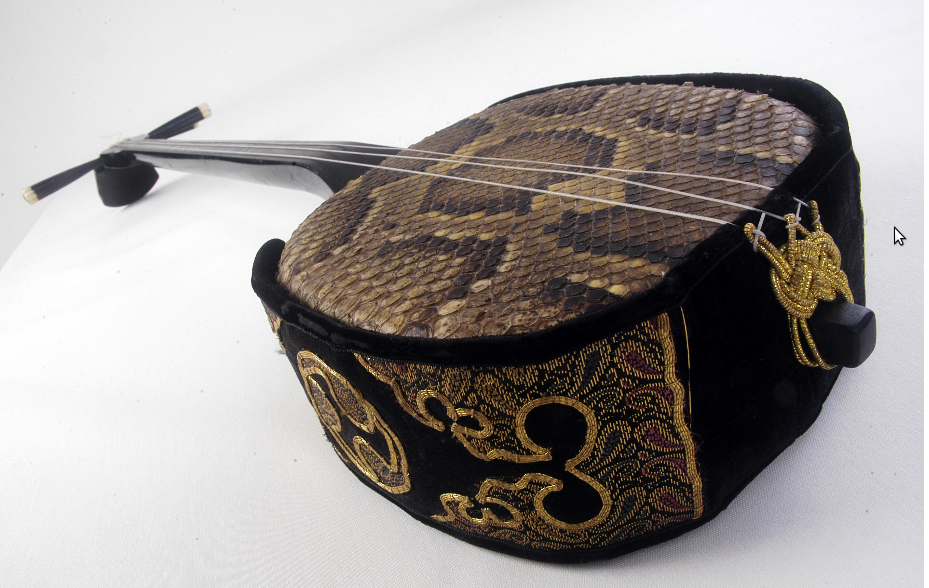
Coleção do Museu Azzarini.

O sanshin possui cinco afinações, chamadas chindami (ちんだみ):
- Hon chōshi (本調子) – "afinação padrão" (i.e. Dó3, Fá3, Dó4 expressa em termos da notação científica de tom)
- Ichi-agi chōshi (一揚調子) – "afinação com a primeira corda levantada" (i.e. Mi♭3, Fá3, Dó4)
- Ni-agi chōshi (二揚調子) – "afinação com a segunda corda levantada" (i.e. Dó3, Sol3, Dó4)
- Ichi, ni-agi chōshi (一、二揚調子) – "afinação com a primeira e a segunda cordas levantadas" (i.e. Lá3, Sol3, Dó4)
- San-sage chōshi (三下げ調子) – "afinação com a terceira corda abaixada" (i.e. Dó3, Fá3, Si♭3)